# آرتم دولگوپیات
آرتم دولگوپیات (عبری: ארטיום אולגוביץ' דולגופיאט‎؛ زادهٔ ۱۶ ژوئن ۱۹۹۷) ژیمناست هنری اهل اسرائیل است.